# Hedvig Lagerkvist
Hedvig Charlotte Lagerkvist, född 16 februari 1971 i Lidingö församling, är en svensk skådespelare.

## Biografi
Hedvig Lagerkvist är dotter till regissören Bengt Lagerkvist och scenografen Ulla Malmer samt sondotter till Nobelpristagaren Pär Lagerkvist. Hon arbetar som skådespelare, manusförfattare och med rättighetsfrågor kring sin farfars verk. 
Hon är utbildad vid Teaterhögskolan i Göteborg 1993–1996 och är sedan dess verksam inom film och teater. Hon har arbetat i produktioner av SF, Sveriges Television, Filmlance, Radioteatern, Göteborgs Stadsteater, Helsingborgs Stadsteater, Riksteatern, Intiman och Hibriso Entertainment.
Sedan 2009 arbetar Hedvig Lagerkvist även med rättighetsfrågorna kring Pär Lagerkvists verk.
Den 10 april 2014 diskuterade hon Pär Lagerkvists författarskap på Kulturhuset i Stockholm tillsammans med Fredrik Lindström, Åsa Beckman och Håkan Möller. I anslutning till detta framförde Frida Öhrn musikaliska tolkningar av Pär Lagerkvists kärleksdikter.

## Filmografi
- 1998 – Lukas 8:18 (TV-serie)
- 2000 – Labyrinten (TV-serie)
- 2002 – Tinke
- 2006 – Beck – Advokaten
- 2009 – Hundpensionatet (röst)
- 2012 – Hypnotisören
- 2020 – Corona Depression
- 2021 – One of us

## Teater

### Roller
| År   | Roll            | Produktion                                                                          | Regi              | Teater                            |
| ---- | --------------- | ----------------------------------------------------------------------------------- | ----------------- | --------------------------------- |
| 1995 | Checca          | Gruffet i Chiozza (Le baruffe chiozzotte) Carlo Goldoni                             | Jörgen Düberg     | Helsingborgs stadsteater          |
| 1997 | Nelly           | En uppstoppad hund Staffan Göthe                                                    | Margita Ahlin     | Helsingborgs stadsteater          |
| 1997 | Julia           | Romeo och Julia (The Tragedy of Romeo and Juliet) William Shakespeare               | Thomas Müller     | Helsingborgs stadsteater          |
| 1997 |                 | Elddonet (Fyrtøjet) H.C. Andersen                                                   | Göran Stangertz   | Helsingborgs stadsteater          |
| 1998 | Jenny           | En fru för mycket (Up and running) Derek Benfield                                   | Hans Bergström    | Helsingborgs stadsteater          |
| 1998 | Kiki            | Lustgården (Liebhaverne) Nikoline Werdelin(da)                                      | Kim Bjarke        | Helsingborgs stadsteater          |
| 1999 | Marianne        | Rika barn leka bäst Carin Mannheimer                                                | Birgitta Palme    | Helsingborgs stadsteater          |
| 1999 | Stina Strand    | Sluka mej! (Eating Raoul) Jed Feuer, Boyd Graham, Paul Bartel och Richard Blackburn | Göran Parkrud     | Helsingborgs stadsteater          |
| 2000 | Lady Macduff    | Macbeth William Shakespeare                                                         | Ulla Gottlieb(da) | Helsingborgs stadsteater          |
| 2001 | Constanze Weber | Amadeus Peter Shaffer                                                               | Göran Stangertz   | Helsingborgs stadsteater          |
| 2001 | Syster Flinn    | Gökboet (One Flew Over the Cuckoo's Nest) Dale Wasserman                            | Göran Stangertz   | Helsingborgs stadsteater          |
| 2001 |                 | Tusen och en natt (هزار و یک شب, Hezār-o yek šab) Dominic Cooke(en)                 | Fadil Jaf         | Helsingborgs stadsteater          |
| 2015 |                 | Easter Parade Staffan Götestam                                                      | Staffan Götestam  | Boulevardteatern                  |
| 2017 |                 | Easter Parade Staffan Götestam                                                      | Staffan Götestam  | Riksteatern                       |
| 2018 | Eva             | Happy ending                                                                        | Staffan Götestam  | Stage Magic                       |
| 2019 | Eva             | Happy ending                                                                        | Staffan Götestam  | Kulturhuset Stadsteatern Fri Scen |